# Lê Thành Khôi
Giáo sư Lê Thành Khôi (3 tháng 5 năm 1923 – 28 tháng 1 năm 2025) là một học giả. Ông lấy bằng tiến sĩ về kinh tế học năm 1949 tại Paris, Pháp, sau đó ông tốt nghiệp Học viện Luật pháp quốc tế tại Den Haag, Hà Lan, cử nhân văn chương tại Đại học Sorbonne, học Hán ngữ tại Trường Ngoại ngữ phương Đông ở Paris. Năm 1968, ông hoàn thành cùng lúc 2 luận án tiến sĩ về công nghệ giáo dục và tiến sĩ về văn khoa và khoa học xã hội. Ông mất vào ngày 28 tháng 1 năm 2025.

## Sự nghiệp
Lê Thành Khôi sinh ra trong một gia đình trí thức có truyền thống Nho học và Phật giáo ở Hà Nội. Từ lúc còn nhỏ ông đã được đào tạo một cách căn bản theo hướng đa ngành. Cộng thêm với tính ham học, đây là một ưu thế của ông trên con đường nghiên cứu và hoạt động khoa học của mình. Ông là một học giả uyên bác trên nhiều lĩnh vực từ kinh tế học, luật học, giáo dục học đến văn học, văn hóa, sử học, nghệ thuật, mỹ học.
Ông đã giảng dạy tại Đại học Paris (Khoa Luật và Kinh tế học), Viện Khoa học Kinh tế Ứng dụng, Đại học Caen, Đại học Nanterre, Trường Cao đẳng Thực hành (École Pratique des Hautes Études), nghiên cứu ở Viện Nghiên cứu Phát triển Kinh tế và Xã hội (IEDES). Từ năm 1963, ông được mời làm tư vấn cho một số tổ chức quốc tế như Tổ chức Giáo dục, Khoa học và Văn hóa của Liên hiệp quốc (UNESCO), Phòng Quốc tế Lao động (BIT, Genève), Cục Hợp tác Văn hóa và Kỹ thuật các nước Pháp ngữ (ACCT), Trường Đại học của Liên hiệp quốc ở Tokyo, Chương trình UNDP. Năm 1971, ông được bầu làm Giáo sư Đại học Paris V (René Descartes).
Năm 2003, ông được nước Pháp tặng huân chương Chevalier de l'ordre des Arts et des Lettres. Tháng 3.2013 ông được trao tặng giải Nghiên cứu của Giải thưởng văn hoá Phan Châu Trinh "vì  những cống hiến nghiên cứu bác học trong quá trình chiêm bái các nền Văn hóa từ Đông sang Tây".

## Gia đình
Ông thân sinh của GS Khôi là Lê Thành Ý (1893 - 1973), GS Trường Sinh Từ và Trường Albert Sarraut ở Hà Nội. Lê Thành Khôi lấy vợ là dược sĩ Thẩm Thị Hồng Anh, con gái đầu của Dược sĩ Thẩm Hoàng Tín nguyên Thị trưởng Hà nội.
Ông có ba con: Lê Thị Hương Du (1955), bác sĩ Bệnh viện Pitié-Salpêtrière (Paris 13), Lê Thị Hương Dao (1957) tốt nghiệp Đại học kinh tế Sorbonne, Lê Hồng Nguyên (1959) - là nhạc sĩ guitar nhạc jazz Lê Thành Nguyên (được biết tới là Nguyên Lê).